# Louise Østergaard
Louise Østergaard (* 12. Juni 1994) ist eine dänische Leichtathletin, die sich auf den Sprint spezialisiert hat.

## Sportliche Laufbahn
Erste internationale Erfahrungen sammelte Louise Østergaard im Jahr 2018, als sie bei den Europameisterschaften in Berlin mit der dänischen 4-mal-100-Meter-Staffel mit 44,09 s im Vorlauf ausschied. Bei den IAAF World Relays 2019 in Yokohama belegte sie in 45,32 s den achten Platz und anschließend nahm sie an der Sommer-Universiade in Neapel teil, bei der sie im 100-Meter-Lauf mit 12,17 s in der Vorrunde ausschied und im Staffelbewerb mit 46,02 s den Finaleinzug verpasste. Bei den World Athletics Relays 2021 im polnischen Chorzów stellte sie mit der 4-mal-200-Meter-Staffel mit 1:37,80 min einen neuen Landesrekord auf und belegte damit den vierten Platz.

## Persönliche Bestzeiten
- 100 Meter: 11,75 s (0,0 m/s), 1. August 2020 in Hvidovre
  - 60 Meter (Halle): 7,47 s, 18. Januar 2020 in Växjö
- 200 Meter: 24,70 s (+1,5 m/s), 16. August 2020 in Kopenhagen
  - 200 Meter (Halle): 24,91 s, 23. Januar 2021 in Odense